# Straßenradsport-Weltmeisterschaften 1979
Die Straßenradsport-Weltmeisterschaften 1979 fanden am 22., 25. und 26. August im niederländischen Valkenburg statt.
Die südliche Teil der Provinz Limburg befände sich im „WM-Rausch“, so das Urteil der deutschen Fachzeitschrift Radsport. Man erwarte Hunderttausende Zuschauer zu den Wettkämpfen, und in der Tat kamen sonntags, zum Rennen der Profis 230 000 Fans nach Valkenburg. Die Autobahn Maastricht-Heerlen, die schon zuvor als Rennstrecke für das Mannschaftszeitfahren gedient hatte, war aus diesem Grund zum Teil gesperrt und zum Parkplatz umfunktioniert worden.
Das Feld der Profis umfasste 114 Fahrer, von denen 44 im Ziel ankamen. Die 16 Kilometer lange Rundstrecke musste 17-mal bewältigt werden einschließlich des berüchtigten Caubergs. Der Deutsche Dietrich Thurau, der kurz zuvor die Deutschland-Rundfahrt 1979 gewonnen hatte, war als einer der Favoriten angereist, musste sich jedoch im Zielspurt dem Niederländer Jan Raas beugen.
Im Straßenrennen der Amateure waren 175 Fahrer aus 33 Nationen am Start, von denen sich 114 platzieren konnten; bei den Frauen waren 61 Sportlerinnen gemeldet, von denen 57 ins Ziel kamen. Als zweitbeste Deutsche hinter der WM-Dritten Beate Habetz platzierte sich die erst 15-jährige Ines Varenkamp auf Rang neun, die auch jüngste Teilnehmer der Wettbewerbe war.
Im Mannschaftszeitfahren wurde erstmals das Team aus der DDR Weltmeister. Der westdeutsche Straßenvierer landete auf Platz 10.
Im Großen und Ganzen waren die Sportler des Bundes Deutscher Radfahrer „sang- und klanglos untergegangen“, befand der Radsport.

## Ergebnisse

### Frauen
Straßeneinzelrennen über 64 km 
| Platz | Athletin       | Land | Zeit         |
| ----- | -------------- | ---- | ------------ |
| 1     | Petra de Bruin | NED  | 1:43:57 h    |
| 2     | Jenny De Smet  | BEL  | gleiche Zeit |
| 3     | Beate Habetz   | GER  | 1:44:23 h    |

### Männer – Profis
Straßeneinzelrennen über 274,8 km
| Platz | Athlet               | Land | Zeit         |
| ----- | -------------------- | ---- | ------------ |
| 1     | Jan Raas             | NED  | 7:03:09 h    |
| 2     | Dietrich Thurau      | GER  | gleiche Zeit |
| 3     | Jean-René Bernaudeau | FRA  | gleiche Zeit |

### Männer (Amateure)
Straßeneinzelrennen über 178,8 km
| Platz | Athlet           | Land | Zeit         |
| ----- | ---------------- | ---- | ------------ |
| 1     | Gianni Giacomini | ITA  | 4:19:26 h    |
| 2     | Jan Jankiewicz   | POL  | gleiche Zeit |
| 3     | Bernd Drogan     | GDR  | 4:19:27 h    |

Mannschaftszeitfahren über 100 km
| Platz | Land | Athleten                                                         | Zeit      |
| ----- | ---- | ---------------------------------------------------------------- | --------- |
| 1     | GDR  | Bernd Drogan/Hans-Joachim Hartnick/ Andreas Petermann/Falk Boden | 1:58:29 h |
| 2     | POL  | Jan Jankiewicz/Czesław Lang/ Stefan Ciekański/Witold Plutecki    | 2:00:33 h |
| 3     | NOR  | Geir Digerud/Morten Sæther/ Jostein Wilmann/Hans Petter Ødegård  | 2:00:42 h |